# Xunta Pola Defensa de la Llingua Asturiana

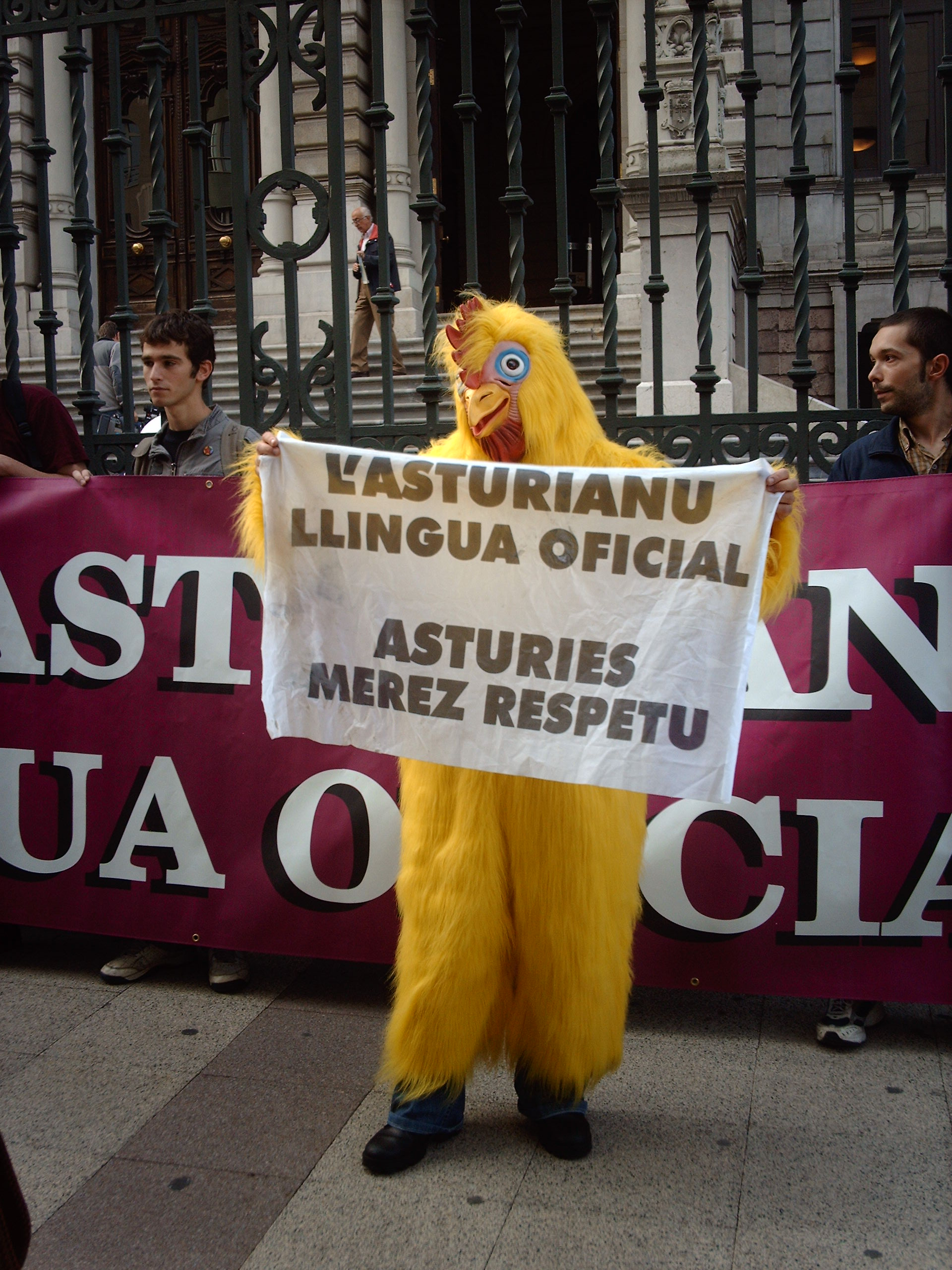
La Pita, mascota de esta organización, en una protesta

La Xunta Pola Defensa de la Llingua Asturiana (en español, Junta Por la Defensa de la Lengua Asturiana) es una organización asturiana que busca la oficialidad del idioma asturiano y promueve su uso y enseñanza.
La asociación se creó en 1984 y desde entonces viene realizando periódicamente diversas actividades para implicar a la sociedad asturiana en la defensa del idioma, como son las convocatorias de manifestaciones, la publicación de discos o libretos en asturiano o diversas campañas como la de la Pita, una persona disfrazada de gallina que acude a los actos públicos. Todos los años celebra el Concierto por la Oficialidad (Conciertu pola oficialidá), además de ser la entidad que organiza la tradicional manifestación del Día de les Lletres Asturianes (Día de las Letras Asturianas) y otras marchas y actos reivindicativos multitudinarios
Junto con sus homólogas leonesas Furmientu, Facendera pola Llengua y La Caleya, la Xunta sostiene que las variedades lingüísticas del asturiano, leonés y mirandés son en realidad la misma lengua, y por tanto apuestan por el nombre de asturleonés para denominarla conjuntamente.
Tiene una sección juvenil llamada Xunta Moza. 
La Xunta es la promotora del Conceyu Abiertu pola Oficialidá, una plataforma creada en vista a la reforma del Estatuto de Autonomía de Asturias y que agrupa a un gran número de asociaciones, sindicatos y partidos políticos asturianos en defensa de la oficialidad de la lengua. Llevó adelante campañas para recabar apoyos como Yo doi la cara.